# Cryptus clavipennis
Cryptus clavipennis är en stekelart som beskrevs av Kokujev 1909. Cryptus clavipennis ingår i släktet Cryptus och familjen brokparasitsteklar. Inga underarter finns listade i Catalogue of Life.